# Мамедова, Сона Аббас Али кызы
Сона Аббас Али кызы Мамедова (азерб. Sona Abbasəli qızı Məmmədova; 16 апреля 1928, Гянджинский уезд — ?) — советский азербайджанский виноградарь, Герой Социалистического Труда (1950).

## Биография
Родилась 16 апреля 1928 года в селе Шамшаддин Гянджинского уезда Азербайджанской ССР (ныне Самухский район).
С 1943 года — рабочая, звеньевая виноградарского совхоза «Азербайджан» Ханларского района. В 1949 году получила урожай винограда 257 центнеров с гектара на площади 5,6 гектаров.
Указом Президиума Верховного Совета СССР от 4 сентября 1950 года за получение высоких урожаев винограда на поливных виноградниках в 1949 году Мамедовой Сона Аббас Али кызы присвоено звание Героя Социалистического Труда с вручением ордена Ленина и золотой медали «Серп и Молот».
Активно участвовал в общественной жизни Азербайджана. Член КПСС с 1953 года.